# ミスターマガジン
『ミスターマガジン』は、講談社が発行していた漫画雑誌。毎月第2第4水曜日発売。1991年4月24日創刊。2000年1月休刊。サラリーマンより高めの年齢層をターゲットに創刊された。

## 主な掲載作品
- 安全第一仙太郎（桑沢篤夫）
- ERET（長沢克泰）
- イヴの林檎（倉上淳士）
- 撃墜王・坂井（協力：坂井三郎 画：宮代忠童）
- エンジェルコレクション（須磨ヨシヒロ）
- 王道の狗（安彦良和）1998年1号 - 2000年3号
- お茶の間（望月峯太郎）
- おなかはすいた?（東城三紀夫）
- 快傑!! トド課長（門橋靖人）
- 怪力の母（平田弘史）
- 加治隆介の議（弘兼憲史）
- 課長バカ一代（野中英次）1996年 - 2000年
- かんとく（コージィ♡城倉）
- きらきらひかる（郷田マモラ）
- 銀行員祥平がんばる!（河合単）
- 草野球の神様（作：ビートたけし 画：水島新司）
- グッドバッドママ（萩原玲二）
- グッド・ファーザー（石山あきら）
- 極道懺悔録（作：浅田次郎 画：幸野武史）
- 極楽とんぼ（西川つかさ、井上正治）
- こちら大阪社会部（作：大谷昭宏 画：大島やすいち）1991年 - 1996年
- 酒とたたみいわしの日々（浜口乃理子）1995年11号 - 2000年3号
- 鮫肌男と桃尻女（望月峯太郎）1993年18号 - 1994年5号
- G-taste（八神ひろき）1996年第9号 - 2000年→『ヤングマガジンアッパーズ』に移籍
- C.V.（倉上淳士）
- シェイク・ヒップ!（山口譲司）
- しようよ♡（倉上淳士）
- 処刑女王様蓮花（矢萩貴子）
- それゆけまりんちゃん（野々村秀樹）→2001年に『COMICペンギンクラブ』（辰巳出版）で成人指定作品としてリメイク連載
- ディスオーダー（もりやまつる）
- デパガの花道（みやもと茶子）
- てやんでいBaby（とみさわ千夏）
- 天切り松闇がたり(作：浅田次郎 画：幸野武史)
- ドーラク弁護士（鈴木あつむ）
- Dr.汞（能條純一 協力：中原とほる）
- Dr.ハーレー（宇田学）
- 突破者太陽傳(作：宮崎学 画：中山昌亮)
- 猫楠（水木しげる）
- ハートにピアス（遠山光）
- ハートブレイクパパ（吉田聡）
- 英恵さん（ドクター白雀）
- 花田少年史（一色まこと）1993年11号 - 1995年10号
- パブロフの犬ども（六田登）
- ハワイアンスカイ（若林健次）
- ピカイチ!（木内一雅、三山のぼる）
- BIG（むつ利之）
- FISH ON,ON!（関口太郎）
- プーさん（さそうあきら）
- ブルーホール（星野之宣）
- 北京的夏（作：ファンキー末吉 画：松本剛）
- へば! ハローちゃん（小林まこと）
- モンキーアタック（蔵本たいち）
- やあ Yeah!（山田芳裕）
- 野球狂の詩 平成編（水島新司）1997年 - 2000年
- YUI SHOP（唯登詩樹）
- 42℃物語（やまだないと）1995年3号 -
- 領収書物語（矢澤和重、前川つかさ）
- レインボーマン見参（本沢たつや）
- レグ・ラバ・ザ・ポチ（岡田ユキオ）
- ワイルドな隣人くん（大島岳詩）

## 映像化

### アニメ化
| 作品    | 発売年          | アニメーション制作 | 備考                                                                           |
| ------- | --------------- | ------------------ | ------------------------------------------------------------------------------ |
| G-taste | 1999年 - 2003年 | A.I.C.             | アダルトアニメ。発売途中に他誌へ移籍。 移籍後にも制作の異なる書籍同梱のOVAあり |

### 実写化
| 作品           | 放送年                 | 制作                             |
| -------------- | ---------------------- | -------------------------------- |
| お茶の間       | 1993年                 | よみうりテレビ、キティ・フィルム |
| しようよ♡      | 1996年（第1期・第2期） | テレビ朝日、MMJ                  |
| きらきらひかる | 1998年（連続）         | フジテレビ                       |
| きらきらひかる | 1999年（SP1）          | フジテレビ                       |
| きらきらひかる | 2000年（SP2）          | フジテレビ                       |
| ドーラク弁護士 | 1999年                 | FCC                              |
| 課長バカ一代   | 2020年                 | TBSグロウディア                  |

| 作品           | 公開年 | 配給     |
| -------------- | ------ | -------- |
| 鮫肌男と桃尻女 | 1999年 | 東北新社 |

| 作品           | 公開年 | 制作 |
| -------------- | ------ | ---- |
| てやんでいBaby | 1996年 | 東宝 |

他誌へと移籍後に『G-taste』がテレビドラマ化されている。

## ミスターマガジンKC
ミスターマガジンKCは『ミスターマガジン』に掲載された作品を主に収録する漫画単行本レーベル。1992年1月9日創刊。同誌の休刊に伴い廃止。
『加治隆介の議』（弘兼憲史）、『ワイルドな隣人くん』（大島岳詩）、『ハートブレイクパパ』（吉田聡）、『BIG』（むつ利之）、『Dr.汞』（能條純一）が最初に発行された。
ロゴタイプは背表紙の上部に「MR」を模したものが使われており、その下に「ミスターマガジン」の文字列・「KC-○○（コード番号）」の文字列が順に記されている。

### 関連レーベル
ワイドKCミスターマガジン
汎用レーベルワイドKCのミスターマガジン版。A5判の単行本。
ミスターマガジンKCDX
汎用レーベルKCDXのミスターマガジン版。ミスターマガジンKCの特装版。